# Vandurit
Vandurit International é uma empresa italiana, líder na produção de ferramentas de metal duro, localizada na cidade de Milão.

## História da companhia
Criada em 1942, pelo Engenheiro Guido Vanzeti, em pleno esforço de guerra da Itália na Segunda Guerra Mundial, a Vandurit inicialmente fabricava canhões para o exército italiano. Com o fim da guerra e a diminuição da demanda por material bélico, especializou-se na produção de insertos de metal duro para usinagem.
Hoje é uma multinacional, líder do mercado italiano e uma das principais empresas de seu ramo de atuação.